# Gino Piva

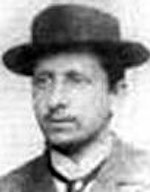
Gino Piva

Gino Piva (ur. 9 kwietnia 1873 w Mediolanie, zm. 30 sierpnia 1946 w Vetrego) – włoski działacz związkowy, dziennikarz i poeta.
Oficjalnie za ojca Gina Pivy uchodził Domenico Piva, generał brygady w wojsku Garibaldiego, jego matką zaś była Carolina Cristofori (1837–1881), która urodziła jeszcze pięcioro dzieci. W rzeczywistości ojcem Gina był poeta i wykładowca uniwersytecki Giosuè Carducci, który swój romans z Caroliną upamiętnił w niektórych wierszach z cyklu Primavere elleniche (Wiosny helleńskie) oraz w kilku Odach barbarzyńskich, a po latach ułożył epigraf na jej grób. 
Gino Piva od wczesnej młodości był zwolennikiem Włoskiej Partii Socjalistycznej i aktywnym działaczem ruchów robotniczych. Wcześnie zaczął się również parać dziennikarstwem, publikując artykuły najpierw w „Gazzetta del Popolo della Domenica”, a później w „Il Grido del Popolo”. W związku ze swoją działalnością polityczną i związkową został w roku 1899 skazany na kilka miesięcy więzienia. 
W czasie I wojny światowej pracował w Wenecji Euganejskiej jako korespondent bolońskiej gazety „Il Resto del Carlino”, dla której napisał około 380 artykułów. Po zakończeniu wojny stopniowo wycofywał się z działalności politycznej. Choć w roku 1927 wstąpił do faszystowskiego związku zawodowego dziennikarzy, jego stosunek do tej ideologii okazał się na tyle obojętny, że w latach 30. był inwigilowany przez faszystowską policję. W latach 1923–1935 współpracował z wieloma gazetami: „Nuovo Giornale” (Wenecja), „Il Corriere Padano” (Ferrara), „La Stampa” (Turyn), „Il Mattino” (Neapol), „Il Giornale” (Genua). Publikował również rozprawy historyczne, powieści i tomiki poetyckie.

## Główne dzieła
- La gloria e'l pianto, 1909
- Per le vie d'una quarta Italia, 1911
- L'aureo tempo di Carpi, 1914
- L'arteria ferroviaria detta del Predil nei suoi aspetti regionali, nazionali e transalpini, 1923
- Montin, antica locanda veneziana, 1927
- Un pioniere italiano alla scoperta del Nilo. Giovanni Miani, il leone bianco, 1930
- Canti d'Adese e Po, 1931
- Bi-ba-ri-bò, 1934